# 木村えり
木村 えり（きむら えり、1988年6月22日 - ） は、日本の女優である。愛称は「えりりん」。東京都出身。アイドルグループ「バクステ外神田一丁目」元メンバー。

## 略歴
2011年12月、「AKIHABARAバックステージpass」のアイドルキャスト1期生「亀戸えり」として所属。
2012年5月、アイドルグループ「バクステ外神田一丁目」のグループ名が発表。「バクステ外神田一丁目」のメンバーとして活動。
2015年12月、「バクステ外神田一丁目」卒業
2016年5月、芸名を木村えりに改名。

## 人物
- 趣味[1]：インターネット配信をすること。ニコニコ動画、ツイキャス、SHOWROOM
- ゲーム好き[1]：バイオハザード、マリオカート、零、サイレントヒル、MOTHER、ポポロクロイス物語、ぷよぷよ、スプラトゥーン
- 好きな飲み物[1]：ハイボール

## 出演

### 舞台
- Tsuru（2016年10月19日-10月23日）- シキ 役（主演） @下北沢シアター711[1]
- レディ・ア・ゴーゴー（2016年12月7日-12月18日）- 加茂みちる 役 @中野・テアトルBONBON[1]

- 劇団コラソン第44回公演「浪漫飛行」（2017年1月29日-3月5日）- じゅん 役 @目黒イタリアンレストランpampa[注 2] [1]
- DOG'S（2017年3月23日-4月2日）- モモコ 役 @池袋・シアターグリーンBIGTREE [1]
- 風林火山の旗の下に（2017年6月28日-7月2日）- 菊姫 役 @築地ブディストホール [1]
- ファントム・チューニング（2017年8月2日-8月6日）- 神宮寺七七 役 @新宿村LIVE [3][4]
- 時が巡る金木犀（2017年10月20日-10月29日）- 木崎かえで 役（主演） @ラビネスト高田馬場

### 映画
- 大怪獣モノ（2016年7月16日公開） - ホワイト＊ラバーズ[5] 木村えり 役
- 劇場版「ガールズ戦士フニーターズ」（2017年10月21日公開） - グリーンフニーター 木場龍子 役

### ラジオ
- 「森下仁丹 presents バイオRadio!」（2017年2月- kissFM KOBE）[1]

### テレビ
- 「ガールズ戦士フニーターズ」（第8話- ）（番組名：KAYOキズナトレンディー、千葉テレビ） - グリーンフニーター 木場龍子 役 [1]

### イベント
- 「えりりんの自分で生誕祭してみた。」（2016年6月25日） @ニコバー新宿店 [1]
- ～ホワイト＊ラバーズ&ナマコプリ2マンライブ!～（2016年7月2日） @池袋ルイード [注 3]

- 「ライブスパイラル3」（2016年7月31日） @目黒LIVE STATION [注 4] [1]
- 「Rproject 第一弾 遅れてきた新年会2017～豆撒いたら早めのバレンタインください～」（2017年2月5日） [1]
- 「スナック木村」OPEN!（2017年3月12日） @自由が丘ルチャリブレ [1]
- 「木村えり♡1.5ヶ月の活動報告会！」（2017年4月29日） @ワロップ放送局 [1]
- 「スナック木村でカレー作ってみた!」（2017年5月27日） @J-ROCK BAR [1]
- 「木村えり生誕祭！」（2017年6月24日） @ワロップ放送局 [1]
- 「スナック木村でビーフシチュー作ってみた。」（2017年7月16日） @J-ROCK BAR [3]
- 「スナック木村で、ロールキャベツ作ってみた。」（2017年8月26日） @J-ROCK BAR
- 「スナック木村で、煮込みハンバーグスープ作ってみた。」（2017年9月16日） @J-ROCK BAR
- 「スナック木村で、秋の炊き込み御飯と卵焼きとあさげ作ってみた。」（2017年10月1日） @J-ROCK BAR